# بني حذيفة
 بني حذيفة (بالإنجليزية: BNI HADIFA) هي جماعة قروية تابعة لإقليم الحسيمة ضمن جهة تازة الحسيمة تاونات بالمغرب. بلغ مجموع عدد سكان بني حذيفة  حسب إحصاءات 2004 حوالي 6328 نسمة يعيشون في 1134 أسرة.

## إحصاء عام
| السنة | عدد السكان | عدد الأسر | عدد الأجانب |
| ----- | ---------- | --------- | ----------- |
| 1994  | 6796       | 1107      | °°°°        |
| 2004  | 6328       | 1134      | 0           |